# Mastigostyla johnstonii
Mastigostyla johnstonii är en irisväxtart som beskrevs av Robert Crichton Foster. Mastigostyla johnstonii ingår i släktet Mastigostyla och familjen irisväxter. Inga underarter finns listade i Catalogue of Life.